# Селище (Колесниковское сельское поселение)
Селище — упразднённая деревня в Хиславичском районе Смоленской области России. Входила в состав Колесниковского сельского поселения. По состоянию на 2007 год постоянного населения не имела. 
Располагалась в юго-западной части области в 23 км к юго-западу от Хиславичей, в 58 км западнее автодороги А141 Орёл — Витебск, на берегу реки Ослянка. В 58 км восточнее деревни расположена железнодорожная станция Стодолище на линии Смоленск — Рославль. 

## История
В годы Великой Отечественной войны деревня была оккупирована гитлеровскими войсками в июле 1941 года, освобождена в сентябре 1943 года.
Упразднена в 2010 году.